# Microrregión de Gurupi (Tocantins)
La microrregión de Gurupi es una de las microrregiones del estado brasilero del Tocantins perteneciente a la mesorregión Occidental del Tocantins. Su población fue estimada en 2006 por el IBGE en 127.816 habitantes y está dividida en catorce municipios. Posee un área total de 27.445,292 km².

## Municipios
- Aliança do Tocantins
- Alvorada
- Brejinho de Nazaré
- Cariri do Tocantins
- Crixás do Tocantins
- Figueirópolis
- Gurupi
- Jaú do Tocantins
- Palmeirópolis
- Peixe
- Santa Rita do Tocantins
- São Salvador do Tocantins
- Sucupira
- Talismã

- Datos: Q1986298